# Monumentos conmemorativos a Lutero
Los Monumentos conmemorativos a Lutero en Eisleben y Wittenberg son un conjunto de monumentos en honor a Martín Lutero en las ciudades de Eisleben y Wittenberg, estado de Sajonia-Anhalt, Alemania, que fueron declarados Patrimonio de la Humanidad por la Unesco en 1996.
El conjunto está constituido por los siguientes monumentos:
| Código  | Nombre                                             | Localidad  | Coordenadas                                      |
| ------- | -------------------------------------------------- | ---------- | ------------------------------------------------ |
| 783-001 | Casa natal de Martín Lutero                        | Eisleben   | 51°31′36.9″N 11°33′01.2″E / 51.526917, 11.550333 |
| 783-002 | Casa donde murió Martín Lutero                     | Eisleben   | 51°31′40.9″N 11°32′40.8″E / 51.528028, 11.544667 |
| 783-003 | Lutherhaus                                         | Wittenberg | 51°51′52.6″N 12°39′09.8″E / 51.864611, 12.652722 |
| 783-004 | Casa de Melanchthon                                | Wittenberg |                                                  |
| 783-005 | Iglesia de Santa María                             | Wittenberg | 51°52′00.6″N 12°38′42.2″E / 51.866833, 12.645056 |
| 783-006 | Iglesia de Todos los Santos o iglesia del castillo | Wittenberg | 51°51′59.2″N 12°38′20.2″E / 51.866444, 12.638944 |